# Дуже важлива персона
«Дуже важлива персона» (рос. «Очень важная персона») — радянський художній фільм-комедія 1984 року. Друга постановка актора і режисера  Євгена Герасимова.

## Сюжет
В черговий раз проявивши свій жорсткий характер, голова колгоспу вже готувався до того, що його знімуть з посади. Родіон Михайлович Шишкін лається з високим начальством, яке не дає йому працювати, і не терпить несправедливості. Але піднятий їм скандал закінчився для нього підвищенням. У районі з трепетом чекають приїзду нового голови райвиконкому Шишкіна. Навіть дорогу асфальтом обклали, «щоб не заколисало». Але коли замість великого начальника в район прибуває чесна голова, який віддає казенні апартаменти піонерам, а на свої гроші купує скромний будинок, далеко не всі готові це зрозуміти.

## У ролях
| - Юрій Назаров — Родіон Шишкін - Ніна Русланова — Галина - Михайло Зимін — Іван Сергійович - Раїса Рязанова — мати Максима - Юрій Горобець — Ракітін - Євген Герасимов — художник - В'ячеслав Невинний — Недугов - Юрій Чернов — механік на каруселі - Олена Метьолкіна — Ірина, вчителька музики - Баадур Цуладзе — Георгій - Володимир Гусєв — Матвєєв - Тетяна Божок — секретарка Світа - Микола Парфьонов — Петряков - Ігор Охлупін — Дем'янов - Олександр Вдовін — Фокін | - Володимир Павленок — Валька - Станіслав Чекан — Олексійович - Ірина Мурзаєва — Мотря Іванівна - Геннадій Матвєєв — зять Мотрони Іванівни - Аркадій Арканов — гість-італієць - Олег Хабалов — італієць-мафіозо - Вадим Андреєв — молодий директор - Віктор Шульгін — батько нареченого - Надія Самсонова — мати нареченого - Любов Германова — наречена - Микола Смирнов — Василич - Олександр Январьов — Унестр - Юрій Саранцев — учасник нарад - Володимир Смирнов — учасник нарад - Артур Ніщонкин — учасник нарад |

## Знімальна група
- Режисер:  Євген Герасимов
- Асистент режисера: Варвара Сафонова
- Сценарист:  Сергій Бодров
- Оператор:  Володимир Архангельський
- Композитор:  Геннадій Гладков
- Звукооператор: Павло Дроздов
- Диригент: Олександр Петухов
- Художник:  Альфред Таланцев